# Pałac w Krubkach-Górkach
Pałac w Krubkach-Górkach – założenie pałacowo-parkowe zlokalizowane we wschodniej części wsi Krubki-Górki (powiat wołomiński, województwo mazowieckie).

## Historia

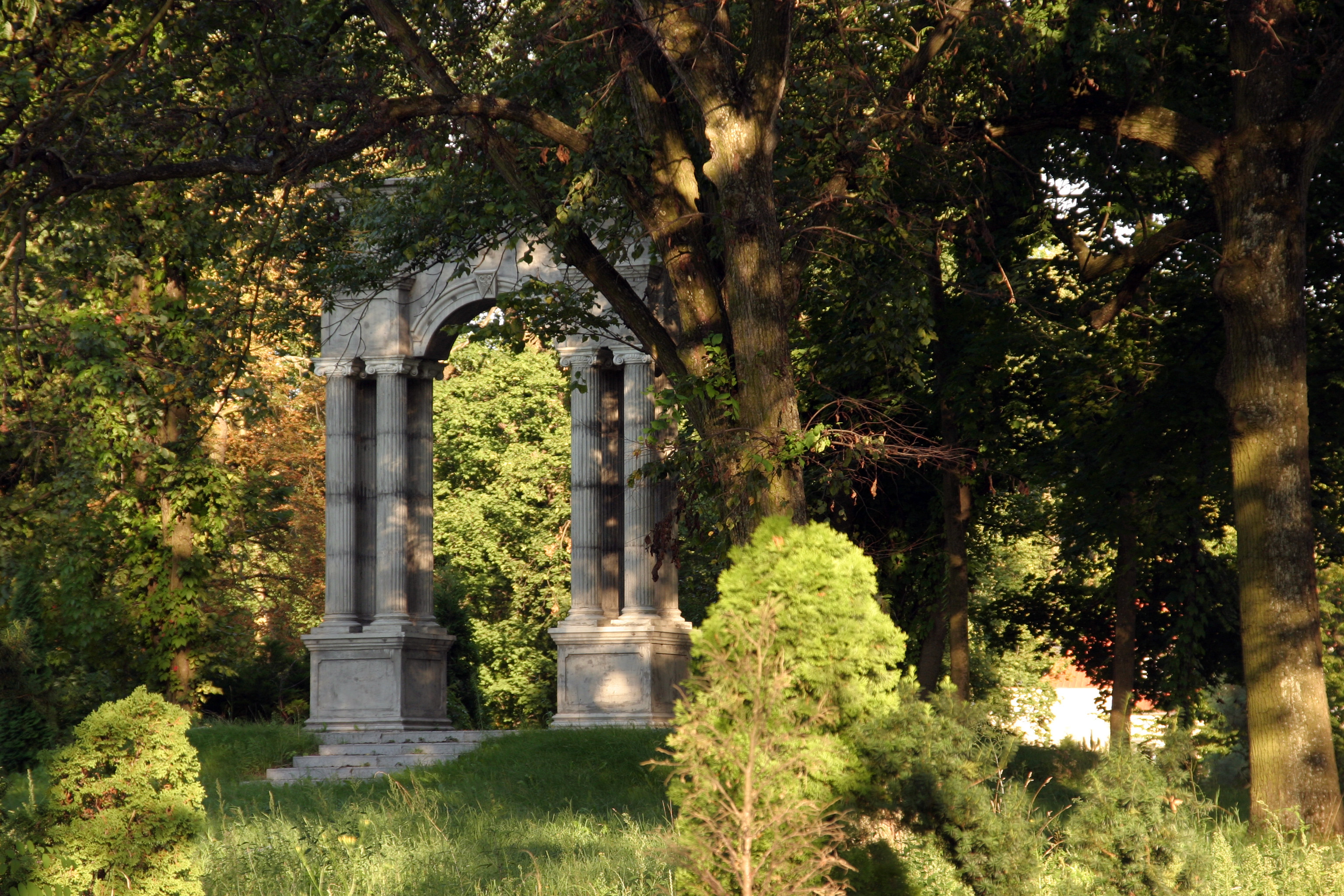
Fragment parku

W połowie XVIII wieku powstał we wsi pierwszy dwór wraz z parkiem. Jego forma nie jest znana. Było to centrum szlacheckiego folwarku Górki. W końcu XVIII wieku dobra te stały się własnością rodziny króla Stanisława Augusta Poniatowskiego (majątek miał kilkaset hektarów). Najbardziej znanym spośród właścicieli był syn króla, Stanisław Grabowski (polityk i minister). Za zarządu Grabowskiego dwór gościł ważne postacie swoich czasów. Przebywał tu m.in. car Aleksander I i jego brat Wielki Książę Konstanty (na ich cześć dwa najstarsze dęby parkowe nazwano Konstanty (istniejący) i Aleksander (zniszczony w trakcie wichury w 2007). Grabowski przyjaźnił się z Aleksandrem I, w związku z czym siedzibę majątku nazywano Alexandrinum. 
Po śmierci Grabowskiego dobra kilkakrotnie zmieniały właścicieli. 28 września 1939 w majątku gościł Major Henryk Dobrzański "Hubal" (tutaj dotarła do niego wiadomość o kapitulacji Warszawy). Dobrzańskiego łączyła z właścicielką majątku, Teresą Arkuszewską, dobra i długa znajomość. Z inicjatywy mieszkańców wsi major Dobrzański został pośmiertnie odznaczony Wielkim Krzyżem Orderu Polonia Restituta (2010). Dwór został spalony w sierpniu 1944, w wyniku działań bitwy pancernej na przedpolach Warszawy. Z resztek obiektu wybudowano szkołę. Dobra uległy parcelacji w drodze powojennej reformy rolnej. Park natomiast upaństwowiono i ulegał on postępującej degradacji. 
W 1988 nabył go prywatny właściciel, który jednak nie poczynił żadnych prac renowacyjnych. W 2002 obiekt został odkupiony przez kolejną osobę prywatną, która go uporządkowała i poddała renowacji. W 2005 odbudowano Mały Dwór, a w 2016 pałac. W 2017 odtworzono stajnie, a od 2018 Wielki Dwór. Planowane są dalsze prace renowacyjne.
Od 2002 odbywają się przy pałacu uroczystości patriotyczne poświęcone Hubalowi. Z inicjatywy wnuka majora, Henryka Sobierajskiego, jak również właściciela pałacu, Witolda Modzelewskiego, powstała Kapituła Krzyża Usque ad Finem, który przyznaje się za zasługi na niwie działalności publicznej, artystycznej, naukowej, publicystycznej i sportowej.